# کوئیک ایر
کوئیک‌ایر (انگلیسی: QuikAir) یک شرکت هوایی کوچک و منطقه‌ای کانادایی بود که در شهر کلگری استقرار داشت و به مسافران بیزینیس کلاس سرویس ارائه می‌داد. این شرکت در ۲۴ اکتبر ۲۰۰۶ به کار خود پایان داد.